# تقليل الفصل العمودي بين الطائرات

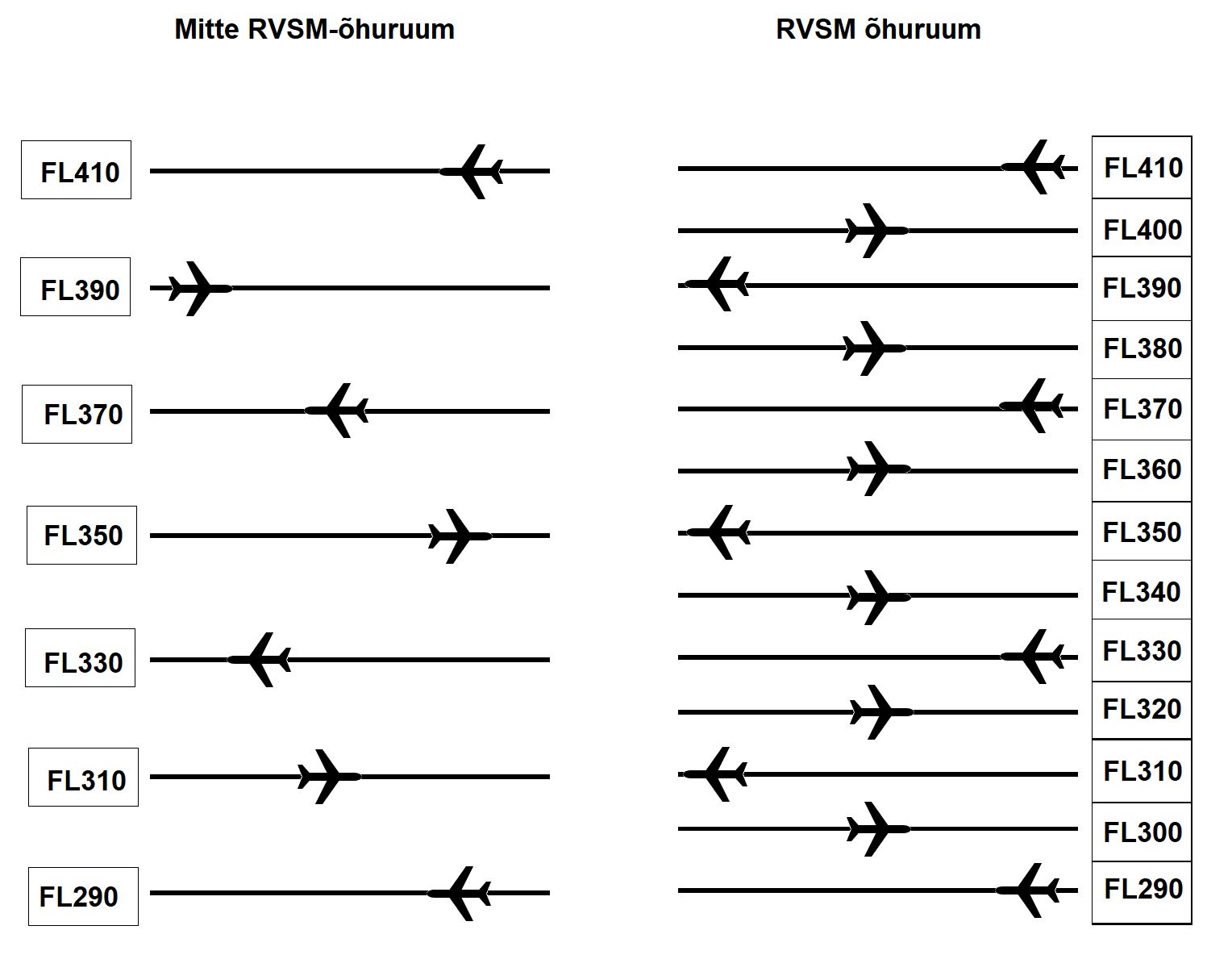
توضيح تقليل الفصل العمودي بين الطائرات.

تقليل الفصل العمودي بين الطائرات (RVSM - Reduced vertical separation minima) هو الحد من الفصل الرأسي بين الطائرات في المستوى المطلوب والتي تحلق بين ‍‍29.000 قدم (FL290) حتى 41.000 قدم( FL410) وتكون بين 2,000 إلى 1,000 قدم.
وبالتالي هذا يزيد من عدد الطائرات التي يمكن أن تطير بأمان في حجم معين من المجال الجوي.
تاريخيا، كان الفصل الرأسي القياسي 1,000 قدم من السطح إلى FL290، و2,000 قدم فوق FL290. كان هذا بسبب دقة من مقياس الارتفاع الضغط (التي تستخدم لتحديد الارتفاع) يتناقص مع الارتفاع. مع مرور الوقت، أصبحت أجهزة الكمبيوتر البيانات الهواء (ADCS) جنبا إلى جنب مع مقاييس الارتفاع أكثر دقة وأكثر مهارة الطيار الآلي في الحفاظ على مستوى المجموعة، وبالتالي فإنه أصبح واضحا أن للطائرات الحديثة كثيرة، كان الفصل 2,000 قدم حذرا جدا. لذا اقترح من قبل منظمة الطيران المدني الدولي أن هذا يتم تخفيضها إلى 1,000 قدم.
في الولايات المتحدة كان يعرف هذا البرنامج باسم خفض الحد الأدنى للفصل الرأسي المحلي (DRVSM).

## التطبيق
تم تطبيق (RVSM) بين عامي 1997 و2005 في كل من أوروبا وشمال أفريقيا وجنوب شرق آسيا وأمريكا الشمالية وأمريكا الجنوبية، وفوق شمال المحيط الأطلسي، وجنوب المحيط الأطلسي، والمحيط الهادئ المحيطات.
ونفّذ في شمال الأطلسي في بداية مارس 1997 عند مستويات 330 خلال 370 رحلة.
والنصف الغربي من الكرة الأرضية تم تنفيذه بأكمله عند مستويات FL290 إلى FL410 في 20 يناير 2005.
ونفّذ في أفريقيا في 25 سبتمبر 2008.
نفذت جمهورية الصين الشعبية RVSM بالنظام المتري في 21 نوفمبر 2007. ولكن واصلت هونغ كونغ منطقة معلومات الطيران لاستخدام مستويات الطيران في نظام القدم..
نفّذ الاتحاد الروسي RVSM ومستويات الطيران في نظام القدم في 17 نوفمبر، 2011. تحت مستوى الانتقال، ومع ذلك لا يزال نظام المتر مستخدم هناك مع القدم حتى الآن.

## المتطلبات
هذا النظام يسمح للطائرات التي تشتمل على الطيار الآلي ومقياس الارتفاع المعتمد خصيصا للدخول في نظام (RVSM).
عدا ذلك لا يمكن للطائرة التي لا تحتوي هذه الأمور أن تدخل في هذا المجال إلا إذا كان هناك طلب إستثناء من بعض المتطلبات.
بالإضافة إلى ذلك يجب على مشغلي الطائرات (شركات الطيران أو مشغلي الشركات) الحصول على موافقة محددة من الدولة للطائرة من التسجيل لأجل إجراء عمليات في المجال الجوي RVSM. قد يكون عبورها في المجال الجوي RVSM شريطة أن تعطى الطائرات غير RVSM الموافقة عليها الصعود المستمر في جميع أنحاء المجال الجوي المعين، ويكون معدّل الفصل 2,000 قدم ويقدم للفصل الرأسي في جميع الأوقات بين الرحلة غير RVSM، وللآخرين لمدة الارتفاع \ الانخفاض .

## وصلات خارجية
- خطأ نظام قياس الارتفاعات (ASE) وآثاره على العمليات في المجال الجوي RVSM
- إدارة الطيران الفيدرالي تعزز جديد قانون